# Red Star OS
O Red Star OS (hangul: 붉은별; rr: Pulgunbyol), em tradução livre “OS Estrela Vermelha”, é o sistema operacional mais comum da Coreia do Norte para computadores e celulares como o Samjiyon. O sistema é uma distribuição linux desenvolvida pelo Centro de Computação da Coreia para uso interno no país, utilizando a língua coreana na variedade do norte. O idioma pode ser alterado para chinês, japonês e inglês.
O desenvolvimento se iniciou em 2006 com a versão 1.0. Antes disso, os computadores da Coreia do Norte geralmente usavam Windows XP. A versão mais recente é a 4.0, lançada em janeiro de 2017 e, com aderência maior em computadores de instituições governamentais do que computadores pessoais. A logo da distribuição é uma estrela vermelha estilizada.

## Características
O Red Star OS é baseado no ambiente gráfico KDE. Visualmente, as versões mais recentes do sistema replicam fortemente o visual do MacOS, possivelmente devido à preferencia do líder político Kim Jong-un por esse sistema.
Um navegador de internet baseado no Mozilla Firefox chamado Naenara (hangul: 내나라, "Minha Pátria") vem instalado com o Red Star OS. O navegador pode ser usado para acessar a intranet coreana Kwangmyong. Outros programas pré-instalados incluem um editor de texto, uma suíte de escritório chamada Sogwang Office (desde a versão 3.0), um cliente de e-mail, reprodutores de mídia e alguns videogames. Todas as versões incluem a camada de compatibilidade Wine, utilizada para executar alguns programas feitos para Windows.

## Histórico

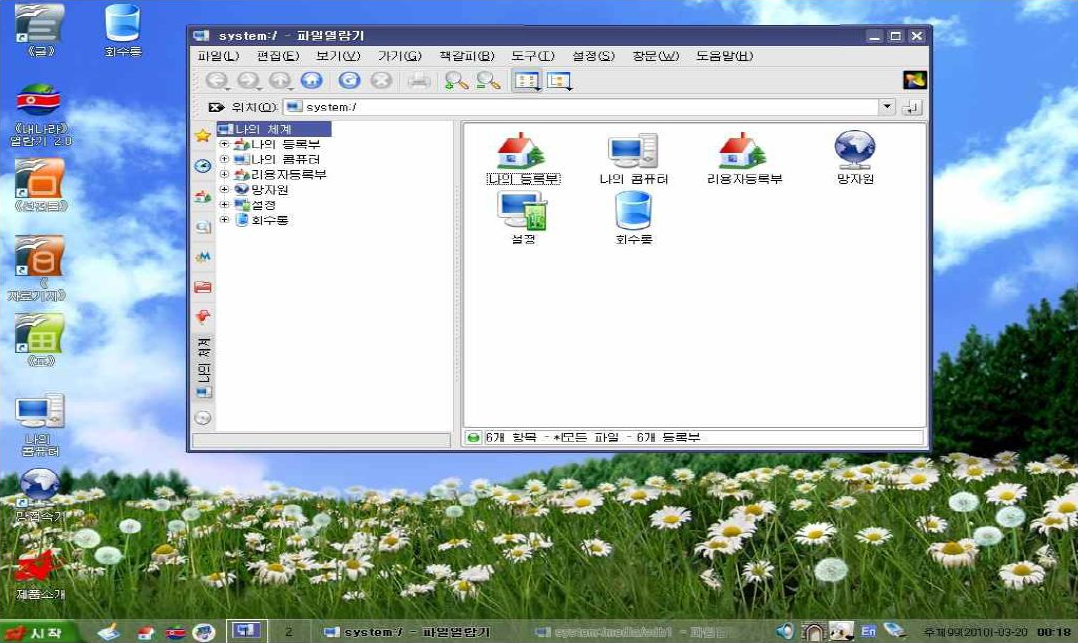
Gerenciador de arquivos do Red Star OS 1.0

### Versão 1.0
A primeira versão foi lançada em 2008, e seu desenvolvimento começou em 2006. O sistema era esteticamente próximo ao Windows XP, visando facilitar a transição para o novo sistema por parte dos usuários norte-coreanos. O sistema incluía o navegador Naenara, uma suíte de aplicativos de escritório chamada Uri 2.0 e Wine.
Até hoje, nenhuma cópia foi vazada online. Somente screenshots oficiais estão disponíveis.

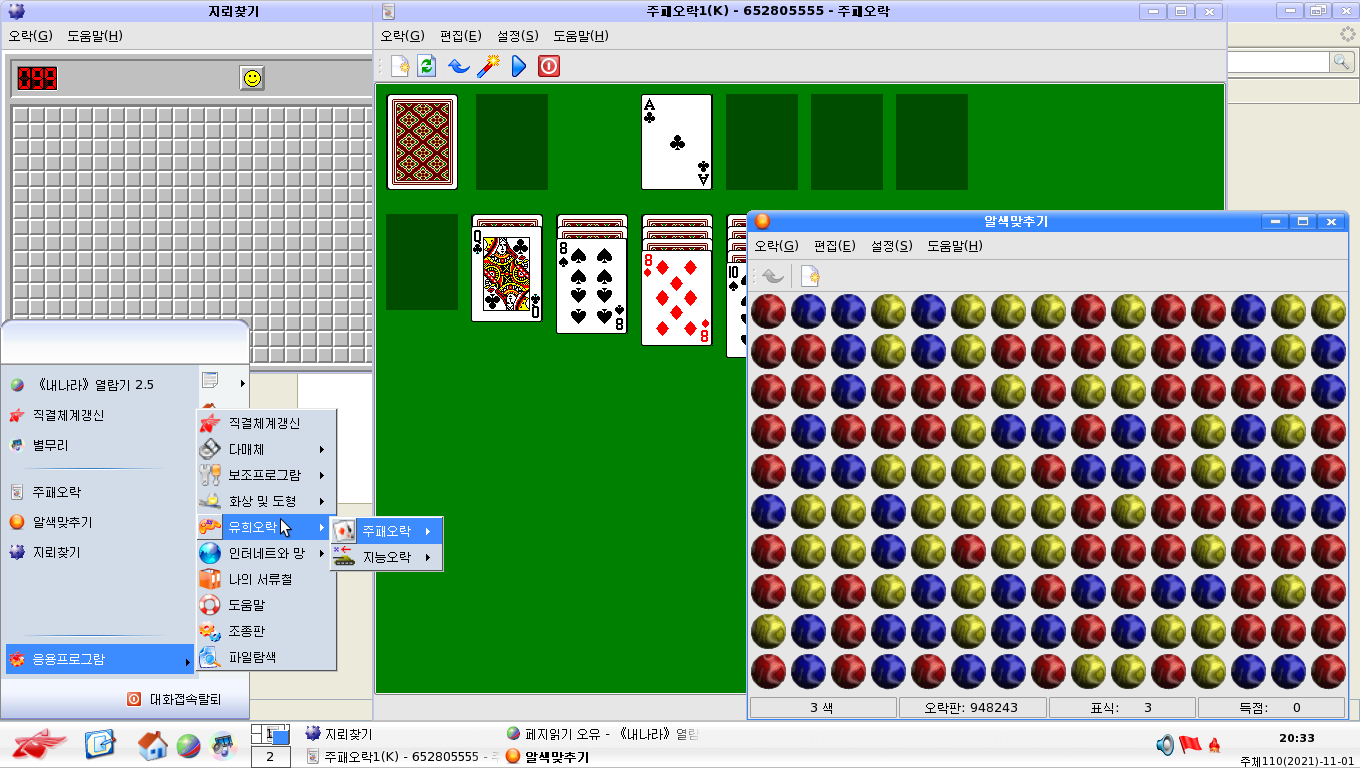
Videogames incluídos no Red Star OS 2.0

### Versão 2.0
O desenvolvimento da versão 2.0 se deu logo após o lançamento da versão 1.0. Assim como a versão anterior, era visualmente baseado no Windows XP. O sistema operacional passa a usar um layout de teclado coreano próprio, otimizado para o dialeto da Coreia do Norte. Nesta versão, o Uri 2.0 ainda era usado como suíte de escritório. A versão 2.0 é a versão mais antiga disponível na internet, mas apenas em coreano.

### Versão 3.0
Está é a versão sobre a qual mais se tem informação. Ela foi lançada em 2012, e o visual replicava fortemente os computadores da apple. A nova versão suporta endereços de IP IPv4 e IPv6. A versão 3.0 é a versão mais recente disponível na internet.

Logo do navegador Naenara 3.5, incluído no Red Star OS 2.0, 2.5 e 3.0

O sistema operacional vem com uma série de aplicações cuja função é monitorar o usuário. Qualquer tentativa de desativá-las leva o sistema a se autodestruir ou a entrar em um loop de reinicialização, o inutilizando. O sistema também possui uma aplicação de marca d’água que cataloga todo conteúdo que passa pelo computador, permitindo às autoridades norte-coreanas rastrear o contrabando de dados via pendrive no país. Adicionalmente, o sistema também inclui um “anti-virus” capaz de remover arquivos censurados pelo governo da Coreia do Norte.

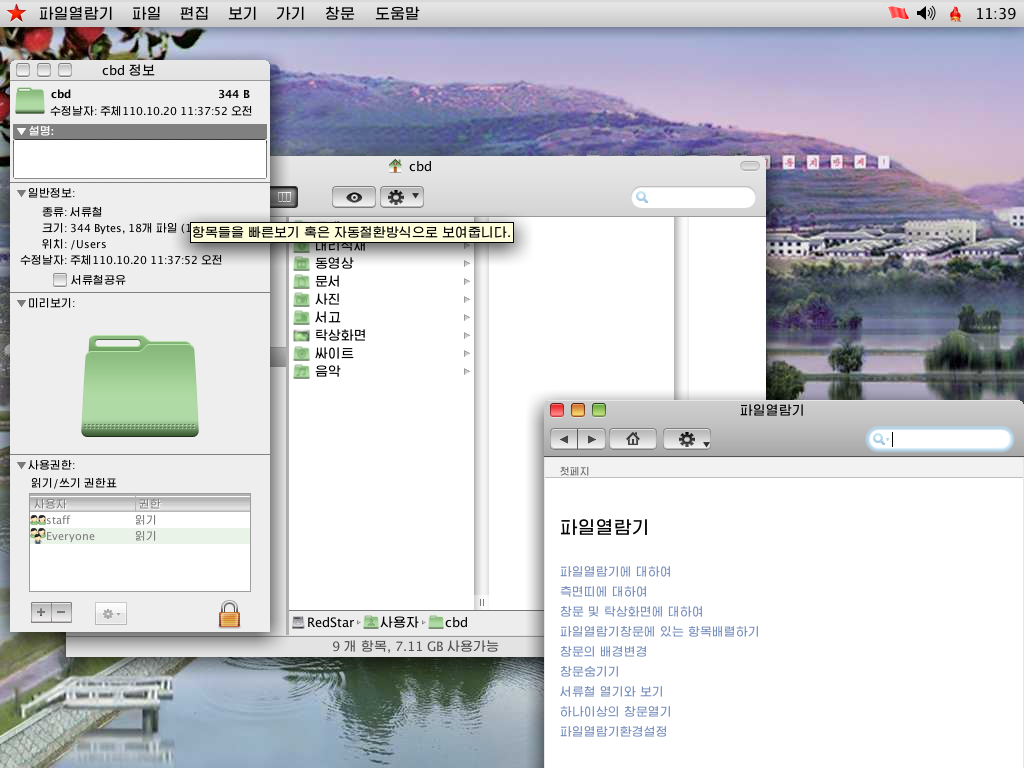
Konqueror no Red Star OS 3.0

Usuários não tem privilégios de superusuário por padrão, mas isso pode ser mudado com um aplicativo pré-instalado. Ainda assim, existem arquivos que não podem ser abertos nem pela conta root, e durante a inicialização o sistema verifica extensivamente se esses arquivos foram alterados ou não. Existem Scripts capazes de desativar essas funções. 
Para instalar o Red Star OS 3.0, é recomendado ao menos:
| Requisito                   | Desktop                                         |
| --------------------------- | ----------------------------------------------- |
| Processador                 | 800 MHz Intel Pentium III                       |
| Memória RAM                 | 256 MB                                          |
| Disco rígido (espaço livre) | 3 GB                                            |
| Mídia                       | Pendrive ou DVD com a mídia de instalação (ISO) |

### Versão 4.0
A versão 4.0 foi lançada oficialmente em janeiro de 2017. A nova versão já é usada pelos sites nacionais norte-coreanos da Air Koryo, Voz da Coreia e do jornal norte-coreano para público internacional, The Pyongyang Times, de acordo com o header HTTP. Existem três variações do Red Star OS 4.0, incluindo uma para servidores e uma para computadores pessoais.
A nova versão utiliza o VirtualBox da Oracle e uma versão do Naenara baseada em um Firefox mais recente, além do novo Sogwang Office  4.0.

### OS Móvel
Os diversos aparelhos móveis produzidos na Coreia do Norte operam com uma versão adaptada dos sistemas Android. De forma similar ao Red Star OS para desktop, a versão móvel tende a refletir as escolhas estéticas da apple. Entre os programas incluídos estão o Naenara móvel, reprodutores de mídia, um dicionário, uma enciclopédia em coreano, materiais educativos e diversos jogos, incluindo, em certas versões, Angry Birds e Plants vs. Zombies.

## Cobertura midiática
A cobertura midiática do Red Star OS é feita principalmente por fontes ligadas à Coreia do Norte, Diáspora coreana ou à Coreia do Sul. Em 2006 o jornal Choson Sinbo, ligado a norte-coreanos vivendo no Japão e apoiador do governo norte-coreano, redigiu uma reportagem sobre uma versão primitiva do sistema. Em 2013, uma cópia da versão 3.0 foi comprada pelo professor estadunidense Will Scott na Universidade de Ciência e Tecnologia de Pyongyang e levada à Coreia do Sul e Alemanha, sendo a mesma versão posteriormente disponibilizada na internet por outro usuário. A cobertura mais detalhada do funcionamento do Red Star OS 3.0 foi feita durante a Chaos Communication Congress de 2015. A pouca cobertura do desenvolvimento do sistema operacional é resultado, em grande parte, da dificuldade em acessá-lo fora da Coreia do Norte.
Em julho de 2020, o jornal sul-coreano NKEconomy obteve cópias da versão 4.0 e publicou uma série de artigos sobre o Red Star OS, incluindo imagens do sistema em uso.